# جيم ميدلتون
جيم ميدلتون (بالإنجليزية: Jim Middleton)‏ هو لاعب كرة قاعدة أمريكي، ولد في 28 مايو 1889 في آرغوس في الولايات المتحدة، وتوفي بنفس المكان في 12 يناير 1974.

## وصلات خارجية
- جيم ميدلتون على موقعبيزبول رفرنس.كوم (الدوري الرئيسي) (الإنجليزية)
- جيم ميدلتون على موقعبيزبول رفرنس.كوم (الدوري الثانوي) (الإنجليزية)